# نيك نيويل
نيكولاس جورج نيويل (بالإنجليزية: Nicholas George Newell؛ مواليد 17 مارس 1986) هو مُقاتل فنون قتالية مختلطة أمريكي.

## وصلات خارجية
- نيك نيويل على موقع بيلاتور (الإنجليزية)
- نيك نيويل على موقع شيردوغ (الإنجليزية)
- نيك نيويل على موقع Tapology.com (الإنجليزية)
- نيك نيويل على موقع IMDb (الإنجليزية)